# 千葉昭
千葉 昭（ちば あきら、1946年6月30日 - 2023年1月12日）は、日本の経営者。四国電力社長、会長を務めた。香川県出身。

## 経歴
1969年に京都大学経済学部を卒業し、同年に四国電力に入社。2000年6月に取締役に就任し、2003年6月に常務を経て、2005年6月には副社長に就任し、2009年6月に社長に昇格。2015年6月に会長に就任し、2019年6月には相談役に就任。
2023年1月12日心不全のために死去。76歳没。